# Jiwon
Park Jiwon (em coreano, 박지원; Busan, 20 de março de 1998), conhecida apenas pelo seu stage name Jiwon, é uma integrante do grupo Fromis_9 que foi formado pela empresa sul-coreana Pledis Entertainment (que é uma empresa subsidiária da HYBE Labels, que é a empresa que agencia o grupo BTS).  

## Biografia
Jiwon, em 2012, entrou na JYP Entertainment como uma trainee e em 2015 foi uma das trainees a ser privilegiada a 7ª revelada como participante do reality show de sobrevivência SIXTEEN (programa que deu origem ao grupo TWICE). Porém, mesmo mostrando suas habilidades e dando tudo de si no programa, ela acabou sendo eliminada no 4° episódio e não conseguiu entrar na line-up final do grupo. Após o final do programa, Jiwon saiu da JYP Entertainment. Logo após sua saída, foi confirmado que o motivo do acontecimento foi frustação por não ter debutado e também porque ela queria conseguir debutar mais rápido.
Após um tempo sem tentar de novo na vida de idol, Park Jiwon participou do reality show de sobrevivência Idol School e acabou passando na final com 63.816 votos, ficando em 6º lugar e conseguiu debutar no girl group Fromis_9  em 24 de janeiro de 2018 junto com as outras integrantes; 
- Baek Ji-heon
- Lee Chae-young
- Lee Na-gyung
- Song Ha-young
- Lee Sae-rom
- Roh Ji-sun
- Lee Seo-yeon
- Jang Gyu-ri

Elas são atualmente conhecidas por singles como "To Heart" e "The Way To Me". Um dos primeiros lançamentos dela com o grupo foi em 2017 com o single "Glass Shoes".
Algumas das curiosidades mais marcantes da Jiwon são:
- Jiwon estudou na escola secundária de Chungdam;
- Jiwon apareceu no MV de “Only You” do Miss A;
- Jiwon tem o hábito de mexer as sobrancelhas;
- Os hobbies dela são ouvir música e fazer compras;
- Os apelidos da Jiwon são Megan e kkomaengie (criança em coreano);
- Ela acha que seu ponto mais atraente é sua covinha;
- Ela tem a voz mais alta em Fromis_9.

## Discografia

### EPs:
- To Heart (Fromis_9 - 2018);
   - To Day (Fromis_9 - 2018);
   - Fromis.9 (Fromis_9 - 2018);
   - Fun Factory (Fromis_9 - 2019);
   - My Little Society (Fromis_9 - 2020);
   - Midnight Guest (fromis_9 - 2022);
   - from our Memento Box (fromis_9 - 2022).

### Single-álbuns:
- 9 Way Ticket (Fromis_9 - 2021).

### Singles:
- Glass Shoes (Fromis_9 - 2017);
   - Talk & Talk (Fromis_9 - 2021);
   - Sea of Moonlight (fromis_9 - 2022).

### Álbuns:
- Unlock My World (fromis_9 - 2023).